# Macropus agilis
Macropus agilis é uma espécie de marsupial da família Macropodidae.
Pode ser encontrada na Austrália e Nova Guiné.